# 金丸晃輔
金丸 晃輔（かなまる こうすけ、1989年3月8日 - ）は、日本のプロバスケットボール選手。福岡県出身。ポジションはスモールフォワード。B.LEAGUE・佐賀バルーナーズ所属。元日本代表。

## 来歴
バスケを始めたのは小学生の時。那珂川町立那珂川南中学校（現：那珂川市立那珂川南中学校）では2年次の2003年、第16回ジュニアオールスターに出場し、予選リーグで敗退。
2004年4月に福大大濠高校進学後は1年生時よりメンバー入りし、インターハイに出場。2年次の2005年インターハイではチームの得点源として活躍し、2回戦の金光藤蔭高校戦と準々決勝の北陸高校戦でチームトップの得点を記録するなど準優勝に貢献した。3年生時の2006年インターハイではベスト8。同年のウィンターカップにも出場し、3位に貢献した。3位決定戦の八王子高校戦では42得点を記録している。
2007年4月、明治大学に進学。1年次より主力となり第83回関東大学リーグ2部で3位。第59回インカレでは8位。2008年1月の第83回全日本総合選手権1回戦のJBL2・栃木ブレックス戦でチームトップの28得点。
2年次の2008年、新人戦で優秀選手賞。第57回関東大学バスケットボール選手権大会で得点王。第84回リーグ戦2部で4位。14試合に出場し、得点王と3ポイント王を獲得。第60回インカレでも5位に貢献し得点王を獲得する。2009年1月、第84回全日本総合選手権では3回戦まで進出し、JBLのアイシンに敗れた。
3年次の2009年、第58回関東大学選手権大会で得点王。第85回リーグ戦2部でリーグ通算500得点で得点王と3ポイント王の2冠を2年連続で獲得し、優勝と1部リーグ昇格に貢献した。第61回インカレは2回戦で敗退。
4年次の2010年、第59回関東大学選手権大会は直前に足首を捻挫し欠場。11年ぶりに1部リーグに復帰した第86回リーグ戦では10チーム中7位となり1部残留に貢献。第62回インカレではリーグ戦5位の拓殖大や3位の東海大など上位大学を破り、準決勝でリーグ戦2位の慶応大に敗れたが、3位決定戦では関東学院大に勝利し3位となり、自身は優秀選手賞、得点王、3ポイント王を受賞した。2011年1月、2大会ぶりに出場した第86回全日本総合選手権では3回戦で東芝に敗れた。
大学卒業後の2011年、JBLのパナソニックトライアンズに入団。1年目よりオールスターゲームに出場。2011-12シーズンのルーキー・オブ・ザ・イヤーを受賞。2012-13シーズンは2013年1月の第88回全日本総合選手権ではパナソニックとして16年ぶり10度目の優勝に貢献し、ベスト5に選出された。JBLリーグ戦でもベスト5とフリースロー成功率1位のタイトルを獲得。
パナソニックの2013年限りでの休部を受けアイシンシーホース三河に移籍。2013-14シーズンは3ポイントシュート成功率1位のタイトルを獲得。
2018-19シーズン、スリーポイント成功率が43.7%だったが、石井講祐らには及ばなかった。
2019-20シーズン、2020年3月15日（横浜戦）、Bリーグタイ記録となる1試合11本のスリーポイント成功、自身最多（キャリアハイ更新）でBリーグ日本人歴代最多の45得点を記録した 。富樫勇樹、田中大貴と共に4年連続でベストファイブに選出された。スリーポイント成功率が44.8%だったが、松井啓十郎（京都）らには及ばなかった。
2020-21シーズン、自身初のレギュラーシーズン最優秀選手賞（MVP）を受賞した。ベストファイブでは富樫勇樹（千葉J）、藤井祐眞（川崎）、ジュリアン・マブンガ（富山）、ニック・ファジーカス（川崎）と共に受賞した。スリーポイント成功率は46.6%で狩野祐介（名古屋）に次ぐ2位で、フリースロー成功率は90.7%で古川孝敏（秋田）に次ぐ2位だった。6月のBリーグ・アワード・ショーではこの年に弟が亡くなったことを明かし、MVPの受賞について「弟に最高のプレゼントになった。弟からもらったものかなと思う」と語った。
2021年6月25日、8シーズン過ごしたシーホース三河を退団することが発表され、同年7月1日に島根スサノオマジックへの入団が発表された。

## 経歴
- 福岡大学附属大濠高校 - 明治大学 - パナソニック（2011-2013） - アイシン三河・シーホース三河（2013-2021）-島根スサノオマジック（2021-2022）‐ 三遠ネオフェニックス（2022‐2024）- 佐賀バルーナーズ（2024-）

## 日本代表歴
高校3年次の2006年にU-18日本代表に選ばれ、アジアU-18選手権で6位。
大学3年次の2009年にユニバーシアード代表に選出され、得点王を獲得。
直後に行われたウィリアム・ジョーンズカップでアメリカ挑戦のため代表活動を辞退した竹内譲次に代わりA代表に初めて招集され、 出場機会こそ少なかったものの最終戦で3ポイントを6本決めるなど存在感をアピールした。また、日韓大学対抗戦の李相栢杯にも出場。
2010年、2年連続で日本代表候補に選出され、ウィリアム・ジョーンズカップに出場。
2011年、東アジア選手権で2位。
2012年、FIBAアジアカップで準優勝。
2013年、アジア選手権では7試合に出場して9位。1試合平均12.1得点。
2014年、FIBAアジアカップで6位。アジア競技大会で5大会20年ぶりの3位に貢献。
2021年、東京オリンピック日本代表に選出された。

## 個人成績

### リーグ戦
| シーズン | チーム       | GP | GS | MPG   | FG%  | 3P%  | FT%  | RPG | APG | SPG | BPG | TO  | PPG  |
| -------- | ------------ | -- | -- | ----- | ---- | ---- | ---- | --- | --- | --- | --- | --- | ---- |
| 2011-12  | パナソニック | 41 | 41 | 33.7  | .422 | .383 | .852 | 3.4 | 0.7 | 0.5 | 0.3 | 1.0 | 15.7 |
| 2012-13  | パナソニック | 30 | 29 | 32.8  | .456 | .461 | .911 | 2.4 | 0.9 | 0.5 | 0.4 | 1.0 | 15.6 |
| 2013-14  | 三河         | 52 | 50 | 31.9  | .465 | .473 | .868 | 2.3 | 0.9 | 0.5 | 0.2 | 1.1 | 15.4 |
| 2014-15  | 三河         | 45 | 45 | 34.9  | .485 | .453 | .920 | 2.7 | 1.0 | 0.8 | 0.0 | 1.1 | 19.7 |
| 2015-16  | 三河         | 51 | 50 | 33.0  | .422 | .365 | .850 | 2.4 | 1.1 | 0.5 | 0.1 | 1.1 | 17.5 |
| 2016-17  | 三河         | 54 | 52 | 29.4  | .450 | .426 | .908 | 2.0 | 0.7 | 0.5 | 0.1 | 1.1 | 16.7 |
| 2017-18  | 三河         | 57 | 50 | 28.1  | .445 | .395 | .932 | 1.9 | 1.1 | 0.6 | 0.1 | 1.1 | 15.7 |
| 2018-19  | 三河         | 52 | 52 | 28.9  | .453 | .437 | .909 | 1.2 | 1.1 | 0.3 | 0.1 | 1.3 | 17.9 |
| 2019-20  | 三河         | 35 | 32 | 27.3  | .497 | .448 | .974 | 1.5 | 1.1 | 0.4 | 0.0 | 1.2 | 14.3 |
| 2020-21  | 三河         | 53 | 52 | 27.2  | .493 | .466 | .907 | 1.5 | 1.2 | 0.4 | 0.0 | 0.8 | 16.8 |
| 2021-22  | 島根         | 45 | 33 | 27:16 | .451 | .406 | .866 | 1.8 | 1.3 | 0.6 | 0.2 | 0.8 | 11.1 |

- 2019-20シーズンは41試合で打ち切り

### プレーオフ
| シーズン | チーム | GP | GS | MPG   | FG%  | 3P%  | FT%   | RPG | APG | SPG | BPG | TO  | PPG  |
| -------- | ------ | -- | -- | ----- | ---- | ---- | ----- | --- | --- | --- | --- | --- | ---- |
| 2017     | 三河   | 5  | 5  | 27.6  | .485 | .429 | .941  | 1.2 | 0.2 | 0.2 | 0.0 | 0.3 | 17.2 |
| 2018     | 三河   | 4  | 3  | 32.4  | .426 | .417 | .957  | 2.0 | 0.5 | 0.3 | 0.0 | 1.0 | 19.8 |
| 2021     | 三河   | 2  | 2  | 26.5  | .393 | .273 | 1.000 | 0.0 | 1.3 | 0.0 | 0.0 | 1.5 | 15.0 |
| 2022     | 島根   | 5  | 0  | 23:45 | .370 | .286 | 1.000 | 2.2 | 0.2 | 0   | 0   | 0   | 5.4  |

## 受賞歴
- JBL
  - ルーキー・オブ・ザ・イヤー（2011-12）
  - ベスト5（2012-13）
  - フリースロー成功率1位（2012-13）
- NBL
  - 3ポイントシュート成功率1位（2013-14）
  - ベストFT成功率賞（2014-15、.908）
  - プレーオフMVP（2014-15）
- Bリーグ (Bリーグアワードショーも参照)
  - 最優秀選手賞：1回（2021）
  - ベストファイブ：5回（2017 - 2021）※5年連続は富樫勇樹と共に最多
  - ベスト3P成功率賞：1回（2017）
  - ベストFT成功率賞：4回：4回（2017 - 2020）
  - Bリーグオールスターゲーム選出：4回（2017、2019、2020、2021）
  - 1試合3ポイント成功数：11（2020年3月15日、富樫勇樹と並ぶBリーグタイ記録）[1]
- 全日本総合バスケットボール選手権大会ベスト5（2013、2016）
- 東京運動記者クラブバスケットボール分科会選出年間ベスト5（2012年度）